# تياغو دا كوستا سيلفا
تياغو دا كوستا سيلفا (بالبرتغالية: Tiago da Costa Silva‏) هو لاعب كرة قدم برازيلي في مركزي الدفاع، ولد في 13 أبريل 1987 في ريو دي جانيرو في البرازيل. لعب مع نادي سيارا ونادي شابيكوينسي.

## وصلات خارجية
- تياغو دا كوستا سيلفا على موقع قاعدة بيانات كرة القدم.إي يو (الإنجليزية)
- تياغو دا كوستا سيلفا على موقع Soccerway.com (الإنجليزية)